# Okeanski delfini
Okeanski delfini (lat. Delphinidae) su porodica iz podreda kitova zubana, pa su stoga sisari koji žive u vodi. Oni su najraznovrsnija, i sa 40 vrsta najveća porodica kitova. Žive u svim morima.

## Anatomija
Delfini su najčešće između 1,5 i 4 metra dugi, dok orke dosižu, kao najveći delfini, čak do 8 m. Tela su im hidrodinamički oblikovana i mišićava, i prilagođena brzom plivanju. U glavi imaju okrugli organ (često nazvan dinja) koji je deo njihovog organa za eholociranje. Kod mnogih vrsta je čeljust jasno izražena i čini izduženi „kljun”. Kod više vrsta čeljust ima veliki broj zubi.
Mozak delfina je velik s vrlo kompleksnom moždanom korom, što je razlog da ih zoolozi ubrajaju u najinteligentnije životinje.
Boja tela im je po pravilu sastavljena od različitih stupnjeva sive boje, pri čemu je donja strana tela svetlija, a leđa su jasno omeđena i tamna. Osim toga, vrste se međusobno razlikuju linijama i poljima u različitim tonovima boja i kontrasta.
Čula sluha i vida su im vrlo dobra. Imaju spoljašnje ušne otvore, mada oni verojatno nisu u funkciji. Zvuk im preko donje vilice i srednjeg uva stiže u unutrašnje uvo. Oči su im uglavnom prilagođene gledanju pod vodom, ali jako dobro vide i izvan nje. Vrlo važnu ulogu u snalaženju u okolini ima sposobnost eholociranja uz pomoć ultrazvuka.
Od drugih kitova zubana razlikuju se sledećim osobinama: dva prva pršljena u kičmi su im međusobno sraštena, imaju manji broj rebara, sraštene su im dve polovine donje čeljusti do najviše jedne trećine, a zubi su im tupi.
Svi delfini odbacuju vanjske kožne ćelije od prilike svaka dva sata. Ova neprekidna regeneracija smanjuje otpor vode i izaziva pažnju naučnika koji se bave ljudskom regeneracijom, kao i graditelja brodova.

## Ponašanje
Delfini su vrlo brzi plivači, dosižu brzinu od 80 do 90 km/h. Često iskaču iz vode, izvodeći uz to i prave akrobacije. Ti se skokovi tumače kao igra. Pored toga, ti izroni im omogućuju i brže kretanje nego samo pod vodom. Takođe, to im pomaže i u potrazi za hranom, jer prate gde se okupljaju galebovi. Kad su u lovu, zaranjaju na dubinu i do 300 m i pri tome mogu ostati pod vodom do 15 minuta. Delfini su poznati po tome, da se približavaju brodovima i jašu na talasima iza ili ispred njih.
Delfini su socijalne životinje koje žive u grupama. Takozvane „škole”, kako se obično takve grupe nazivaju, okupljaju se na mestima s obiljem hrane u privremene grupe koje mogu imati i više od 1000 jedinki. Jedinke se međusobno sporazumevaju celim nizom različitih zvukova koji zvuče poput kliktanja, zvižduka, gakanja i drugačije, a služe se i telesnim kontaktom kao sredstvom sporazumevanja. Osim toga, tonovima visoke frekvencije istražuju i spoznaju okolinu uz pomoć eholokacijskog mehanizma. Britanski naučnici su nedavno utvrdili, da se delfini međusobno nazivaju „imenima”. Svaka jedinka ima drugačiji zviždavi zvuk kao „ime”, i zadržava ga do u duboku starost, verojatno zauvek.
Pripadnost određenoj grupi nije jako čvrsta, često se događa da neka jedinka promeni grupu. Oni ipak razvijaju čvrste međusobne veze što je naročito vidljivo u pomoći i podršci koju pružaju ranjenoj ili bolesnoj jedinki iz grupe.
Delfini spavaju na način, da naizmenično jedna polovina mozga uvek ostaje budna. Tako je moguće disanje. Osim toga, jedno oko uvek ostaje otvoreno kako bi videli mogućeg neprijatelja, odnosno njegov napad. U razdoblju spavanja su aktivnosti delfina sasvim smanjene.
Kao i svi drugi kitovi, i delfini donose na svet samo jedno mladunče. Skotnost traje prosečno godinu dana i varira od vrste do vrste. Mladunci ostaju uz majku do šest godina, ali pri uzrastu od nekoliko meseci već počinju sami potragu za hranom.

## Prehrana
Delfini su brzi grabežljivci koji svoj plen aktivno love. Otkrivaju ga uz pomoć sistema eholociranja. Generalno, delfini imaju jednake konusne zube koji služe samo za držanje plena. Ulovljene ribe ili glavonošce gotovo uvek gutaju u jednom komadu. Zubi su im u pravilu prilagođeni plenu. Vrste koje se hrane uglavnom ribama imaju više zuba, a one koje love pretežno glavonošce ih imaju manje. Neki delfini ponekad love i ljuskare. Jedini delfin koji se hrani i drugim morskim sisarima, kao što su tuljani ili drugim vrstama kitova odnosno delfina je orka. Neki delfini koriste kooperativne strategije u zajedničkom lovu. Jedna od njih je, da cela škola okruži jato riba i onda ih tera prema obali.

## Klasifikacija
Delfini, a posebno pripadnici roda Tursiops, su se hibridizovali sa širokim varijetetom drugih vrsta delfina; volfini su jedna od mnogih postojećih hibrida.
Šest vrsta, koje se ponekad nazivaju „crne ribe”, delfini su koji se obično nazivaju kitovima: kit ubica, Peponocephala electra, patuljasti kit ubica, lažni kit ubica, i dve vrste pilotskih kitova, mada su oni klasifikovani u familiju Delphinidae.
Nedavne molekularne analize ukazuju da nekoliko delfinskih rodova (posebno Stenella i Lagenorhynchus) nisu monofiletski kao što se trenutno smatra. Stoga se očekuju znatne taksonomske revizije unutar porodice.
| Klasifikacija famije prema Perinu (1989) odražava tradicionalno gledište međusobnih odnosa vrsta. | Revidirana klasifikacija porodice na osnovu molekularne sistematske analize; adaptirano iz rada LeDuc et al. (1999). |
| - Familija - Podfamilija - Podfamilija - Podfamilija - Podfamilija - Podfamilija - Podfamilija    | - Familija - Podfamilija - Podfamilija - Podfamilija - Podfamilija - Podfamilija                                     |

## Delfini i čovek
Od svih vrsta delfina, najpoznatiji je kljunasti delfin (Tursiops truncatus). Delfinarijumi ga najčešće drže, a već se u njima godinama s uspehom razmožava. Međutim, držanje delfina u delfinarijima je vrlo osporavano, jer između ostalog jedan bazen nikada ne odgovara standardu mora. Najveći delfin je orka koji zbog svoje velike popularnosti najčešće služi kao magnet za publiku.
Zbog velike inteligencije i sposobnosti učenja, vojske SAD kao i Rusije koriste velike delfine za razne vojne svrhe. Dresiraju ih za postavljanje mina na neprijateljske brodove ili za njihovo onesposobljavanje. Poznate su takođe i određene terapije teških bolesnika, na primer autističnih osoba uz pomoć delfina. Najčešće se bolesnik drži za leđnom peraju delfina, a on ga vuče plivajući za sobom. Međuti to je vrlo sporno, jer se isti rezultati postižu uz pomoć drugih životinja uz bitno niže troškove.
U starogrčkoj mitologiji su delfini igrali vrlo važnu ulogu, a i u novije doba se koriste kao simboli za ezoteriku kao i za hipi pokret. Vrlo veliku popularnost je svojevremeno uživala TV serija o delfinu Fliperu.
Dokumentarni film „Zaliv” koji opisuje sezonski lov i ubijanje delfina u Japanu, dobitnik je Oscara za najbolji dokumentarni film i brojnih drugih filmskih nagrada. Film je osmislio Rik O'Bari, koji je bio jedan od glavnih dresera delfina u TV seriji Fliper, a kasnije je postao jedan od najpoznatijih aktivista za zaštitu delfina. Posebno se zalaže za zabranu lova i ubijanja delfina u Japanu o čemu i govori dokumentarni film.

## Literatura
- May-Collado, L.; Agnarsson, I. (2006). „Cytochrome b and Bayesian inference of whale phylogeny”. Molecular Phylogenetics and Evolution. 38 (2): 344—354. PMID 16325433. doi:10.1016/j.ympev.2005.09.019.
- Site sur les differents orques et leur mode de reproduction évitant la consanguinité.
- Ralls, Katherine; Mesnick, Sarah. Sexual Dimorphism (PDF). стр. 1005—1011. Архивирано из оригинала (PDF) 25. 07. 2019. г. Приступљено 29. 8. 2015.
- Dawkins, Richard (2016). The Ancestor's Tale: A Pilgrimage to the Dawn of Evolution. Houghton Mifflin Harcourt. ISBN 978-0-547-52512-9.
- Dolphin. The American Heritage Dictionary of the English Language (Fourth изд.). Dictionary.com. Приступљено 17. 12. 2006.
- Carwardine, M., Whales, Dolphins and Porpoises, Dorling Kindersley. 2000.  978-0-7513-2781-6..
- Williams, Heathcote, Whale Nation, New York. .